# Lijst van rijksmonumenten in Woerden (gemeente)
De gemeente Woerden telt 104 inschrijvingen in het rijksmonumentenregister, hieronder een overzicht. 

## Gerverscop
De buurtschap Gerverscop telt 2 inschrijvingen in het rijksmonumentenregister.
| Object            | Oorspronkelijke functie? | Bouwjaar | Architect                              | Locatie | Coördinaten?                 | Nr.?   | Afbeelding        |
| ----------------- | ------------------------ | -------- | -------------------------------------- | ------- | ---------------------------- | ------ | ----------------- |
| Dieselgemaal      | Gemaal                   | 1907     | Egbertus Gerhardus Wentink (1843-1911) |         | 52° 6' 31" NB, 4° 56' 17" OL | 517418 | Meer afbeeldingen |
| Machinistenwoning | Dienstwoning             | 1907     | Egbertus Gerhardus Wentink (1843-1911) |         | 52° 6' 31" NB, 4° 56' 17" OL | 517419 | Meer afbeeldingen |

## Harmelen
De plaats Harmelen telt 26 inschrijvingen in het rijksmonumentenregister. Zie Lijst van rijksmonumenten in Harmelen voor een overzicht.

## Kamerik
De plaats Kamerik telt 21 inschrijvingen in het rijksmonumentenregister. Zie Lijst van rijksmonumenten in Kamerik voor een overzicht.

## Reijerscop
De buurtschap Reijerscop telt 1 inschrijving in het rijksmonumentenregister.
| Object            | Oorspronkelijke functie? | Bouwjaar      | Architect | Locatie       | Coördinaten?                 | Nr.?   | Afbeelding        |
| ----------------- | ------------------------ | ------------- | --------- | ------------- | ---------------------------- | ------ | ----------------- |
| Langhuisboerderij | Boerderij                | ca. 1840-1860 |           | Reijerscop 26 | 52° 4' 43" NB, 4° 57' 58" OL | 517422 | Langhuisboerderij |

## Rietveld
De buurtschap Rietveld telt 6 inschrijvingen in het rijksmonumentenregister.
| Object                                                                      | Oorspronkelijke functie?  | Bouwjaar            | Architect | Locatie         | Coördinaten?                 | Nr.?   | Afbeelding3       |
| --------------------------------------------------------------------------- | ------------------------- | ------------------- | --------- | --------------- | ---------------------------- | ------ | ----------------- |
| Hoeve "Rietveld", boerderij onder rieten wolfdak. Puntgevel met vlechtingen | Boerderij                 | 18e eeuw            |           | Rietveld 68     | 52° 5' 13" NB, 4° 50' 34" OL | 39311  | Meer afbeeldingen |
| Boerderij met woonhuis en stal gedekt door een rieten wolfdak               | Boerderij                 | 1679                |           | Rietveld 90     | 52° 5' 2" NB, 4° 50' 12" OL  | 39312  | Meer afbeeldingen |
| Kop en Hagen: herenhuis                                                     | Woonhuis                  | 1857-1858           |           | Rietveld 36     | 52° 5' 17" NB, 4° 51' 25" OL | 512633 | Meer afbeeldingen |
| Kop en Hagen: koetshuis                                                     | Bijgebouwen kastelen enz. | 1857-1858           |           | Rietveld bij 36 | 52° 5' 17" NB, 4° 51' 25" OL | 512634 | Meer afbeeldingen |
| Lagerwoerd: langhuisboerderij                                               | Boerderij                 | 1902 (tegeltableau) |           | Rietveld 92     | 52° 4' 57" NB, 4° 50' 14" OL | 512636 | Meer afbeeldingen |
| Lagerwoerd: wagenschuur                                                     | Boerderij                 | 1902                |           | Rietveld bij 92 | 52° 4' 57" NB, 4° 50' 14" OL | 512637 | Meer afbeeldingen |

## Woerden
De plaats Woerden telt 50 inschrijvingen in het rijksmonumentenregister. Zie Lijst van rijksmonumenten in Woerden voor een overzicht.
Amersfoort ·
Baarn ·
Bunnik ·
Bunschoten ·
De Bilt ·
De Ronde Venen ·
Eemnes ·
Houten ·
IJsselstein ·
Leusden ·
Lopik ·
Montfoort ·
Nieuwegein ·
Oudewater ·
Renswoude ·
Rhenen ·
Soest ·
Stichtse Vecht ·
Utrecht ·
Utrechtse Heuvelrug ·
Veenendaal ·
Vijfheerenlanden ·
Wijk bij Duurstede ·
Woerden ·
Woudenberg ·
Zeist